# Death Come True
Death Come True est un jeu d'aventure en Full Motion Video développé par Too Kyo Games et publié par Izanagi Games. Il est sorti sur Android, iOS, Nintendo Switch, PlayStation 4 et Windows le 25 juin 2020.

## Trame

### Synopsis
L'intrigue du jeu suit Makoto Karaki (Kanata Hongō), victime d'amnésie, alors qu'il se réveille dans une étrange chambre d'hôtel. En allumant la télévision, il découvre qu'il est un tueur en série Au fur et à mesure de l'aventure, il va découvrir qu'il est prisonnier d'une boucle temporelle et qu'en mourant, il peut modifier son destin. Mais vit-il vraiment la réalité ?

### Personnages
- Kanata Hongō : Makoto Karaki, jeune homme amnésique
- Chiaki Kuriyama : Akane Sachimura, une enquêteuse
- Win Morisaki : Nozomu Kuji, un enquêteur de police
- Yūki Kaji : le concierge d'hôtel
- Chihiro Yamamoto (en) : Nene Kurushima, une jeune psychopathe
- Jirō Sato (en) : Kenichi Mino, le présentateur du journal télévisé

## Système de jeu
Death Come True est un jeu d'aventure dans lequel le joueur est chargé de trouver des indices et de découvrir des informations sur le passé du protagoniste,. Le joueur a la possibilité de voyager dans le temps.